# Alfred Junge
Alfred Junge (29. ledna 1886 Görlitz – 16. července 1964 Bad Kissingen) byl produkční designér, který se narodil v Německu.

## Život
Již odmala se chtěl stát umělcem. Jako mladík hrál v divadle a v osmnácti se přidal k Görlitzkému městskému divadlu (Stadtheater) a dostal se do všech oblastí produkce. Pracoval v divadle přes patnáct let. Podobně jako mnoho německých emigrantů začal Junge svoji kariéru u filmu v Berlíně u UFA, kde pracoval jako umělecký režisér od roku 1920 do roku 1926, kdy se připojil k produkčnímu týmu Ewalda Andrého Duponta, který se právě přesouval do British International Pictures v Londýně. S BIP zůstal u Elstree Studios do roku 1930, kdy se vrátil nakrátko do kontinentální Evropy, aby pracoval v Německu a ve Francii s Marcelem Pagnolem. Od roku 1932 zůstal v Velké Británii.
Michael Balcon ho pověřil vedením nového Gaumont-britského uměleckého oddělení, kde se nejlépe projevily jeho organizační schopnosti i talent, vedl velký tým uměleckých režisérů a pracovníků, kteří mohli pracovat na velkém množství filmů najednou. Poté, co se stal prvním skutečným dohlížejícím uměleckým režisérem Gaumontu pro Británii, přešel k nové britské operaci MGM, kde pokračoval až do přestávky způsobené druhou světovou válkou. Chvíli byl internován na ostrově Man jako potenciální nepřítel, ale Junge se pak vrátil do Londýna, kde v roce 1939 započal spolupráci s Powell and Pressburger na filmu Contraband, prvním z osmi filmů, který s nimi udělal.
Poslední z nich byl Black Narcissus z roku 1947, jehož strhující himálajské prostředí získalo Jungovi cenu akademie pro nejlepší umělecké režírování. Podruhé byl nominován ještě v roce 1953 za artušovský příběh Rytíři kulatého stolu. Byl prvním filmovým produkčním designérem, jehož některé obrazy se objevily v Královské akademii v Londýně. Byla to skica The Road to Estaminet do Pont, kterou udělal pro The Life and Death of Colonel Blimp v roce 1943.